# Julie von Webenau
Julie von Webenau, née Baroni-Cavalcabò le 16 octobre 1813 à Lemberg et morte le 2 juillet 1887 à Graz, est une pianiste compositrice germano-autrichienne.

## Biographie
Julie von Webenau, dont le nom de naissance est Julia Antonia Ludovica von Baroni-Cavalcabò, plus tard connue sous le nom de von Britto, naît le 16 octobre 1813 à Lemberg, en Galicie, qui est aujourd'hui L'viv en Ukraine.
Elle est la fille de Maria Josephine von Baroni-Cavalcabò, une chanteuse et pianiste amatrice. Son père Ludwig Cajetan Baroni-Cavalcabò est conseiller royal à Luburg,. Elle a une sœur qui s'appelle Laura Pawlikowskaet un frère Adolf von Baroni-Cavalcabò.
Elle reçoit des leçons de piano et de composition de Franz Xaver Wolfgang Mozart et voyage avec lui à Carlsbad, Dresde et Leipzig, où elle rencontre Robert Schumann et Clara Wieck.
En 1838, elle épouse le juriste Wilhelm Weber von Webenau et déménage avec lui à Vienne. Elle donne naissance à un fils qu'elle nomme Arthur.
En 1839 Robert Schumann lui dédie sa Grande Humoresque et elle lui répond avec son œuvre pour piano L'Adieu et le Retour, op. 25. Le compositeur considère l'œuvre comme « de haute originalité caractéristique et offrant à peine un point faible à la critique ».
En 1842, Julie von Webenau se marie avec Johann Alois Ritter von Britto, un diplomate brésilien, et ensemble ils ont trois enfants : Hugo en 1843, Gaston en 1850 et Marie en 1852,. À la suite de son décès, elle réside avec sa sœur Laura à Graz.

## Parcours musical
Julie von Webenau se consacre majoritairement à la composition pour piano et à l'écriture de chansons. Celles-ci sont publiées à Prague, Vienne, Dresde et Leipzig. Elle réalise plus de 60 compositions, comprenant 7 opéras, un large éventail de chansons, des pièces pour piano, de la musique de chambre, des mélodrames, ainsi que plusieurs œuvres orchestrales.
En 1854, son œuvre intitulée La Chasse est incluse dans un album dédié à l'impératrice Elisabeth.

## Œuvres musicales
- 1839 : Humoresque op.20[1].
- 1854 : La Chasse[1].

### Compositions
- Date inconnue : Der Ungenannten, Op.11[5]

- 1829 : Schäfers Klaglied[6].
- 1831 : Fantaisie, Op.4[7].
- 1834 : Allegro di bravura, Op.8[8].
- 1836 : 3 Deutsche Lieder, Op.10[9].
- 1837 : Die Grabesrose, Op.6[10]
- 1837 : Lebe wohl, Op.9[11].
- 1837 : Zwist und Sühne, Op.15[12]
- 1838 : Caprice No.3, Op.18[13].
- 1838 : Fantaisie, Op.19[14].
- 1838 : Warum?, Op.22[15].
- 1839: Es segelt sanft auf Silberwogen, Op.17[16]
- 1839 : L'Adieu et le Retour, Op.25[17].
- 1842 : 2 Lieder, Op.24[18].

### Collection
- 1835 : Pfennig-Magazin für Pianofortespieler[19].
- 1854 : Huldigung der Tonsetzer Wiens an die Kaiserin[20].